# Khi del Cranc
Khi del Cranc (χ Cancri) és el setè estel més brillant de la constel·lació del Cranc, Càncer, amb magnitud aparent +5,14. S'hi troba a 59 anys llum de distància del sistema solar.
Khi Cancri és un estel blanc-groc de la seqüència principal de tipus espectral F6V. Igual que el Sol, la seva energia prové de la fusió d'hidrogen en heli, però és més calent i lluminós que aquest, sent les seves característiques semblants a les de Tabit (π3 Orionis). Amb una temperatura efectiva entre 6.190 i 6240 K, la seva lluminositat és 2,57 vegades major que la del Sol. Té una metal·licitat —abundància relativa d'elements més pesats que l'heli— inferior a la solar. El seu contingut de ferro és la meitat que en el Sol, tendència observada en la pràctica totalitat dels elements químics avaluats. Gira sobre si mateixa amb una velocitat de rotació de 5 km/s, dues vegades i mitja més de pressa que el Sol. La seva massa és entre un 6% i un 11% major que la massa solar i té una edat estimada de 3.100 milions d'anys.